# Veenloopcentrum
Het Veenloopcentrum is een bezoekerscentrum in Weiteveen bij een van de ingangen (veenpoorten) van het natuurgebied Bargerveen. Het is een vrijwilligersinitiatief dat werd gestart in 2005 en is gevestigd in een provinciaal monument, het voormalige katholieke parochiehuis Mariakapel.
Het centrum informeert over het leven van pioniers die in het verleden in het veendorp woonden, waaronder nonnen in het plaatselijke Zusterhuis. Ernaast is een natuurinfocentrum dat informatie en een digitale presentatie biedt over het natuurgebied.
Vanaf de veenpoort starten routes die gelopen kunnen worden met een gids van het centrum. Daarnaast is het mogelijk om met behulp van bewegwijzering het gebied zonder begeleiding door te lopen of te fietsen. Verder vertrekt vanaf deze locatie het Noaberpad, een wandelroute voor lange afstand.
Vrijwilligers onderhouden in het centrum eveneens een bed & breakfast met vier tweepersoonskamers. Het centrum is geopend van april tot en met oktober. Buiten het seizoen is de openstelling beperkt.